# 中国—科索沃关系
中華人民共和國—科索沃關係（羅馬化：Odnosi Kine i Kosova），是中華人民共和國與科索沃共和國之間的雙邊關係。科索沃承認中華人民共和國為中國唯一合法政府，但中華人民共和國不承認科索沃獨立，認為其仍屬塞爾維亞的一部份，故兩國之間並無邦交，另外中華人民共和國在科索沃首都普里什蒂納設立有中国驻塞尔维亚大使馆驻普里什蒂纳办公室。

## 中華人民共和國對於科索沃问题的主張
中華人民共和國一直主张按照《联合国宪章》宗旨和原则，在安理会相关决议框架内，通过对话和谈判达成当事方均可接受的妥善解决科索沃问题的方案。并赞赏塞尔维亚为寻求科索沃问题的政治解决所作积极努力，欢迎并支持贝尔格莱德和普里什蒂纳继续开展务实和建设性对话，落实双方在能源和人员往来等方面达成的协议。在各方共同努力下，科索沃安全局势总体平稳。鼓励双方推进对话进程，寻求科索沃问题的持久解决方案，维护巴尔干地区乃至整个欧洲地区的安全与稳定。同时，也赞赏联合国驻科索沃特派团在扎里夫特别代表领导下所做工作，支持联合国驻科索沃特派团（联科特派团）继续履行安理会授权。希望联科特派团、欧盟法治特派团、驻科国际部队等国际存在加强协调，为推动科索沃问题妥善解决积极发挥建设性作用。

## 其他
科索沃目前单方面允许中华人民共和国公民持外交或公务护照免签证入境科索沃15天，虽然中华人民共和国不承认科索沃独立，但允许科索沃公民持科索沃护照提前办理签证入境。
2021年，科索沃政府表示，支持美國政府外交抵制在中國北京举行的2022年冬季奧林匹克运动会。但最终还是派出了由2名运动员组成的代表团出席开幕式。